# توماس كويني
توماس كويني (عُمد 26 فبراير 1589 - تُوفي حوالي عام 1662 أو 1663) هو زوج جوديث شكسبير ابنة شكسبير وبائع كحول وتبغ في ستراتفورد أبون آفون. عمل كويني في عدة مكاتب بلدية في شركة ستراتفورد أبون آفون أهمها كان كمهجعي في عامي 1621 و1622. كما تم تغريمه أيضاً لقيامه بعدد من المخالفات القانونية.
في عام 1616 تزوج كويني من جوديث شكسبير. جرى الزواج خلال وقت كان من المطلوب فيه الحصول على ترخيص خاص من الكنيسة، ولكن الزوجان فشلا في الحصول على واحدة مما أدى إلى فصل كويني من الحضور للكنيسة لفترة وجيزة. كما تم استدعاء كويني للمثول أمام محكمة خاصة بالفجور بعد مضي أقل من شهرين على حفل زواجه من جوديث وذلك للرد على اتهامات تتعلق بقيامه «بجماع جسدي» مع امرأة تدعى مارغريت ويلر والتي توفيت خلال إنجابها للطفل. يعتقد الباحثون بأنه وكنتيجة لهذه الأحداث فإن وليم شكسبير قام بتغيير وصيته لتصبح لصالح ابنته الأخرى سوزانا شكسبير واستبعاده لكويني من ميراثه.
أنجب جوديث وتوماس ثلاثة أطفال هم: شكسبير وريتشارد وتوماس. توفي شكسبير كويني والذي سمي نسبةً لجده بعد ستة أشهر من ولادته، فيما لم يعش ريتشارد إلا حتى سن الواحدة والعشرون، وتُوفي شقيقه توماس في سن التاسعة عشر. وفاة ابن جوديث الأخير أدى لوقوع جدل قانوني على وصية وليام شكسبير ولم ينتهي هذا الجدل حتى عام 1652. يخمن الباحثون بأن توماس كويني قد توفي إما عام 1662 أو عام 1663 حيث أن سجلات الدفن غير مكتملة.